# Walter Kaaden

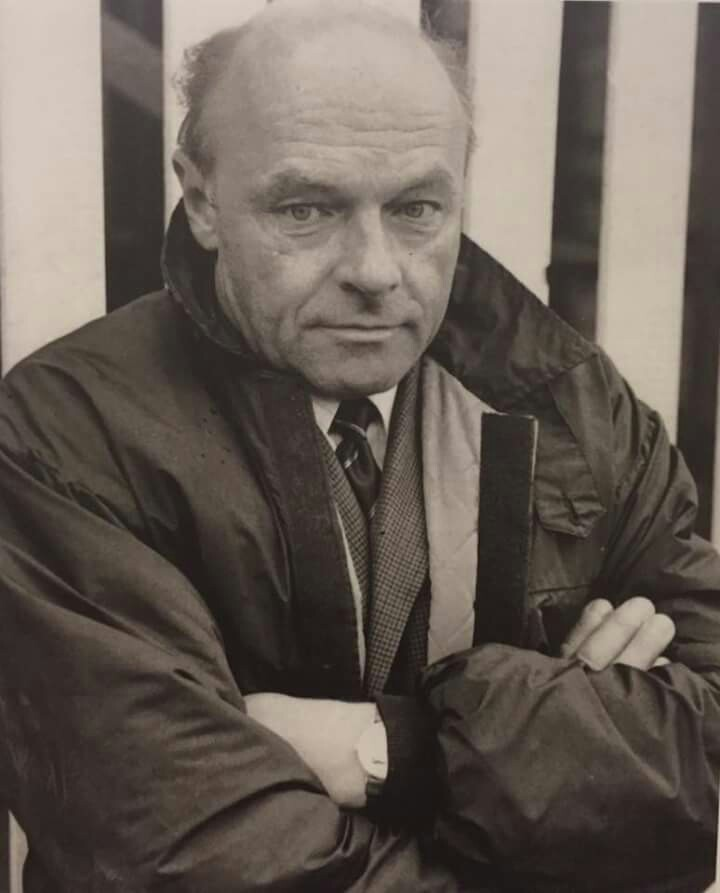
Walter Kaaden

Walter Kaaden (Pobershau, 1 september 1919 - Thum, 3 maart 1996) was een Duits ingenieur en constructeur die vooral bekend werd door zijn ontwikkelingen in de tweetakttechniek. Hij verbeterde de tweetaktmotor door toepassing van zijn kennis over resonantie en gasstromen in het uitlaatsysteem.
In 1961 bouwde hij de eerste motor die een specifiek vermogen van 200pk per liter leverde. Dit was de MZ RE 125 racemotor. Zijn motorfietsen behaalden 13 Grand Prix overwinningen en 105 podiumplaatsen tussen 1955 en 1976.
Walter Kaaden werd geboren in Pobershau (Saksen). Zijn vader werkte als chauffeur voor de verkoopmanager van DKW. Toen Walter acht jaar oud was maakte hij de opening van de Nürburgring mee. Daar raakte hij onder de indruk van de snelheidssport met auto's en motorfietsen.
Hij studeerde aan de Technische Academie in Chemnitz. In 1940 ging hij bij de vliegtuigfabriek Henschel in Berlin-Schönefeld werken als assistent van Herbert A. Wagner, de ontwerper van de Hs 293 geleide raket. Vanaf 1943 werkte Walter Kaaden bij de Heeresversuchsanstalt Peenemünde op het eiland Usedom nog steeds aan het Hs 293 project. Na het bombardement op Peenemünde in juli/augustus van 1944 was dit onderzoekscentrum vernietigd en de test- en productieafdeling van de raketten verhuisde naar Mittelwerk GmbH, een tunnelcomplex onder het Harzgebergte. Ook Walter Kaaden werkte daar tot hij aan het einde van de oorlog gevangengenomen werd. Uiteindelijk keerde hij terug en begon hij een houtbewerkingsbedrijfje in Zschopau. Hij produceerde vooral dakspanten, waar in de periode van wederopbouw grote vraag naar was. In die periode bouwde hij zelf zijn eerste racemotorfiets, op basis van een DKW RT 125.
In 1953 werd hij door de IFA gevraagd om de race-afdeling van Kurt Kampf over te nemen nadat de IFA-125cc racers een jaar lang bij elke ontmoeting waren verslagen door de zelfbouw ZPH (Zimmermann-Petruschke-Henkel) machine van Bernhard Petruschke. Deze motor was ook gebaseerd op de DKW RT 125 en door ingenieur Daniel Zimmermann aangepast. Zimmermann had een inlaatschijf aangebracht waardoor de inlaattiming gewijzigd kon worden. Hij had ook een andere krukas gemaakt waardoor de motor "vierkant" was geworden (boring x slag bedroegen nu 54 x 54mm, dat was origineel 52 x 58mm). De compressiedruk werd met behulp van vulringen verhoogd. De regering van de DDR was niet gediend van onderlinge concurrentie en dwong Zimmermann zijn technische vindingen over te dragen aan Kaaden. Dat resulteerde al in 1953 in een IFA-racer die voorzien was van een roterende inlaat naar voorbeeld van de motor van Zimmermann. Kaaden verbeterde zijn tweetaktmotoren door twee uitvindingen/ideeën van anderen te combineren. Allereerst de vorm van de expansiekamer, die hij ontleende aan die van de pulserende straalmotor van de V1 raket, waar hij waarschijnlijk niet aan werkte, maar die ook in Peenemünde geproduceerd en getest werd. De roterende inlaat kreeg hij in de schoot geworpen door het ingrijpen van de staat.
Kaaden was bij IFA beperkt in zijn financiële middelen, een probleem dat de MZ-racers nog jaren zou achtervolgen. Toch ontwikkelde hij de expansie-uitlaat, die feitelijk door DKW-ingenieur Erich Wolf uitgevonden was, verder. Deze uitvinding, die al in 1951 op de DKW-racers was gebruikt, was door Kurt Kampf gekopieerd. Kaaden gebruikte een oscilloscoop om de resonantie in de uitlaat te onderzoeken en met die gegevens paste hij de vorm van de uitlaatconussen aan. In 1954 leverde zijn 125cc racemotor al 13pk, meer dan 100pk per liter. Later leverde de motor 25pk bij 10.800 tpm, wat neerkomt op 200 pk/l.
Kaaden's assistent bij MZ was Ernst Degner, die niet alleen technisch onderlegd was, maar later ook een begenadigd coureur bleek te zijn. In 1961 vluchtte Degner met zijn gezin naar het Westen, trad in dienst bij Suzuki en droeg op die manier veel van de in de DDR opgedane kennis over aan de Japanners. Die hadden intussen overigens al enige kennis van de nieuwe tweetakttechniek: Yamaha had door de overnamen van Showa al kennisgemaakt met roterende inlaten en de Yamaha RD 48 uit 1960 had al expansie-uitlaten.
Het verraad van Degner, die tijdens de GP van Zweden zijn hotel uit was gevlucht mét de blauwdrukken van de MZ-racers, werd Walter Kaaden aangerekend. Hij werd vastgezet en ondervraagd door de gevreesde Stasi, maar kon daarna zijn werk bij MZ weer voortzetten. Toch kwam hij het verraad van Degner nooit helemaal te boven. Degner werd met de "gestolen" techniek wereldkampioen 50cc in 1962, maar liep ernstige brandwonden op in de Japanse Grand Prix van 1963. Daar hield hij een levenslange morfineverslaving en ernstige depressies aan over.